# Something to Remember
Something to Remember is een compilatie-album van Madonna uit 1995.
Het album bevat naast de ballad-hits van haar albums True Blue, Like a Prayer, Erotica en Bedtime Stories ook een aantal hits die tot dan toe niet op een Madonna-album verkrijgbaar waren (I'll remember, This Used to Be My Playground) en enkele nieuwe nummers. Met David Foster schreef en produceerde ze You'll See en One More Chance, en met Massive Attack nam ze een cover op van de  Marvin Gaye-hit I Want You. Het liedje "Love Don't Live Here Anymore" (een cover van Rose Royce) werd gemixt en verscheen als single, behalve in het Verenigd Koninkrijk, waar Oh Father uitgebracht werd als single.
"I Want You" was als eerste single bedoeld, maar werd om een onbekende reden geschrapt. Er was zelfs al een videoclip gemaakt die enkele malen op de muziekzenders te zien was.
In verschillende landen werden er nummers als bonus-track toegevoegd. In enkele Spaanstalige landen was dit het nummer Veras, de Spaanstalige versie van You'll See, en in Japan werd La Isla Bonita als 15e track toegevoegd.

## Tracks
1. I Want You (met Massive Attack)
2. I'll Remember
3. Take a Bow
4. You'll See
5. Crazy for You
6. This used to be my playground
7. Live to tell
8. Love Don't Live Here Anymore (remix)
9. Something to Remember
10. Forbidden Love
11. One More Chance
12. Rain
13. Oh Father
14. I Want You (orkest, met Massive Attack)